# Biblioteca di Babele (collana)
La Biblioteca di Babele è una collana libraria creata dall'editore parmense Franco Maria Ricci e diretta dal bonaerense Jorge Luis Borges, il quale sceglie tutti i titoli e ne scrive l'introduzione.
L'unica eccezione è costituita dal n. 19, Venticinque agosto 1983 e altri racconti inediti, che viene curato da Ricci all'insaputa di Borges: il libro infatti è un "regalo" per gli 80 anni dell'argentino e vede la prima traduzione italiana di alcuni suoi racconti all'epoca inediti.
In seguito, poco prima della scomparsa di Borges, l'editore Ricci aggiunge:
- Nuovi racconti di Bustos Domecq (n. 31) scritto da Borges insieme ad Adolfo Bioy Casares
- Il libro dei sogni (n. 32), antologia curata da Borges stesso e da Roy Bartholomew, e infine
- A/Z. Dizionario Borgesano (n. 33) in cui sono presenti molte delle prefazioni della collana di Babele.

Il titolo della collana si rifà al racconto La Biblioteca di Babele di Borges (raccolto oggi in Finzioni). I volumi, rilegati in brossura, hanno misure di cm 22,5 × 12 e sono stampati in caratteri bodoniani.
La Biblioteca di Babele verrà ristampata, in un formato assai diverso da quello originale, tra la fine degli anni '80 e l'inizio degli anni '90, in apposita collana editoriale economica, da Arnoldo Mondadori Editore.

## Elenco uscite
| Numero | Autore                                  | Titolo                                           | Anno | ISBN               | Note |
| ------ | --------------------------------------- | ------------------------------------------------ | ---- | ------------------ | --- |
| 1      | Jack London                             | Le morti concentriche                            | 1975 | ISBN 88-216-0201-X | trad. di Umberto Melli, dei racconti The House of Mapuhi (1912), The Law of Life (1901), Lost Face (1910), The Minions of Midas (1901) e The Shadow and the Flash (1903)                                                                         |
| 2      | Giovanni Papini                         | Lo specchio che fugge                            | 1975 | ISBN 88-216-0202-8 | antologia |
| 3      | Léon Bloy                               | Storie sgradevoli                                | 1975 | ISBN 88-216-0203-6 | antologia, trad. di Piero Nicola, da Histoires désobligeantes (1894) |
| 4      | Gustav Meyrink                          | Il cardinale Napellus                            | 1976 | ISBN 88-216-0204-4 | trad. di Ettore Zilioli, da Der Kardinal Napellus (1915) |
| 5      | Arthur Machen                           | La piramide di fuoco                             | 1977 | ISBN 88-216-0205-2 | trad. di Adriana Crespi di The Shining Pyramid (1895), seguìto da The Novel of the Black Seal (1895) e The Novel of the White Powder (1895) |
| 6      | Jacques Cazotte                         | Il diavolo in amore                              | 1978 | ISBN 88-216-0206-0 | trad. di Margherita Belardetto di Le diable amoureux (1772) |
| 7      | Herman Melville                         | Bartleby lo scrivano                             | 1978 | ISBN 88-216-0207-9 | trad. di Enzo Giachino da Bartleby, the Scrivener (1853) |
| 8      | Pedro Antonio de Alarcón                | L'amico della morte                              | 1978 | ISBN 88-216-0208-7 | trad. di Giulio Stocchi del racconto El amigo de la muerte seguìto da La mujer alta |
| 9      | Franz Kafka                             | L'avvoltoio                                      | 1978 | ISBN 88-216-0209-5 | trad. di Ervino Pocar da Der Geier (1921) |
| 10     | William Beckford                        | Vatek                                            | 1978 | ISBN 88-216-0210-9 | trad. di Aldo Camerino |
| 11     | Charles Howard Hinton                   | Racconti scientifici                             | 1978 | ISBN 88-216-0211-7 | antologia, trad. di Alda Carrer dei racconti A Plane World (1884), What is the Fourth Dimension? (1884) e The Persian King |
| 12     | Gilbert Keith Chesterton                | L'occhio di Apollo                               | 1979 | ISBN 88-216-0212-5 | trad. di Gianni Guadalupi e Nicoletta Neri da The Eye of Apollo (1911) |
| 13     | Voltaire                                | Micromegas                                       | 1979 | ISBN 88-216-0213-3 | trad. di Andrea Calzolari e Riccardo Bacchelli di Micromegas (1752), Memnon o la saggezza umana (1748), I due consolati, Storia dei viaggi di Scarmentado scritta da lui stesso (1750), Il bianco e il nero e La principessa di Babilonia (1768) |
| 14     | Rudyard Kipling                         | La casa dei desideri                             | 1979 | ISBN 88-216-0214-1 | trad. di Gianni Guadalupi di The Wish House, A Sahib's War, A Madonna of the Trenches, The Eye of Allah e The Gardener |
| 15     | Robert Louis Stevenson                  | L'isola delle voci                               | 1979 | ISBN 88-216-0215-X | trad. di Orsola Nemi, Henry Furst e Flavia Rodriguez da The Isle of Voices (1893), The Bottle Imp (1891), Markheim (1885) e Thrawn Janet (1887)                                                                                                  |
| 16     | Edgar Allan Poe                         | La lettera rubata                                | 1979 | ISBN 88-216-0216-8 | contiene The Purloined Letter (1845), Ms. Found in a Bottle (1832), The Facts in the Case of M. Valdemar (1845), The Man of the Crowd (1840) e The Pit and the Pendulum (1842)                                                                   |
| 17     | Sung-Ling P'u                           | L'ospite tigre                                   | 1979 | ISBN 88-216-0217-6 | trad. di Gianni Guadalupi |
| 18     | Nathaniel Hawthorne                     | Il grande volto di pietra                        | 1979 | ISBN 88-216-0218-4 | trad. di Elisabetta Mancini di The Great Stone Face (1850), Wakefield, Olocausto del mondo, Mr. Higginbotham's Catastrophe (1837) e The Minister's Black Veil (1836)                                                                             |
| 19     | Jorge Luis Borges                       | Venticinque agosto 1983 e altri racconti inediti | 1980 | ISBN 88-216-0219-2 | trad. di Gianni Guadalupi |
| 20     | Henry James                             | Gli amici degli amici                            | 1980 | ISBN 88-216-0220-6 | contiene The Friends of the Friends, The Private Life (1893), Owen Wingrave (1893) e The Abasement of the Northmores (1900) |
| 21     | Leopoldo Lugones                        | La statua di sale                                | 1980 | ISBN 88-216-0221-4 | trad. di Gianni Guadalupi |
| 22     | Saki (Hector Hugh Munro)                | La reticenza di Lady Anne                        | 1980 | ISBN 88-216-0222-2 | trad. di Orsola Nemi e Henry Furst |
| 23     | Auguste de Villiers de L'Isle-Adam      | Il convitato delle ultime feste                  | 1980 | ISBN 88-216-0223-0 | trad. di Claudia Weiss da Le Convive des dernières fêtes (1883) |
| 24     | Herbert George Wells                    | La porta nel muro                                | 1980 | ISBN 88-216-0224-9 | trad. di Gianni Guadalupi e Umberto Melli da The Door in the Wall |
| 25     | Oscar Wilde                             | Il delitto di Lord Arthur Savile                 | 1981 | ISBN 88-216-0225-7 | trad. di Flavia Rodriguez da Lord Arthur Savile's Crime (1891) |
| 26     | AA.VV.                                  | «Le mille e una notte» secondo Galland           | 1981 | ISBN 88-216-0226-5 | trad. di Gianni Guadalupi |
| 27     | AA.VV.                                  | «Le mille e una notte» secondo Burton            | 1981 | ISBN 88-216-0227-3 | trad. di Gianni Guadalupi dei racconti Storia del dottore ebreo, La regina dei serpenti, Le avventure di Bulukiya e La storia di Janshah |
| 28     | AA.VV.                                  | Racconti argentini                               | 1981 | ISBN 88-02-03681-0 | trad. di Gianni Guadalupi |
| 29     | Lord Dunsany                            | Il paese dello Yann                              | 1981 | ISBN 88-216-0229-X | trad. di Gianni Guadalupi |
| 30     | AA.VV.                                  | Racconti russi                                   | 1981 | ISBN 88-216-0230-3 | trad. di Licia Brustolin e Giacinta De Dominicis Jorio di Dostoevskij: Il coccodrillo: un caso straordinario, Andreev: Lazzaro e Tolstoj: La morte di Ivan Il'ič                                                                                 |
| 31     | Jorge Luis Borges e Adolfo Bioy Casares | Nuovi racconti di Bustos Domecq                  | 1985 | ISBN 88-216-0231-1 | da Nuevos cuentos de Bustos Domecq (1977) |
| 32     |                                         | Il libro dei sogni                               | 1985 | ISBN 88-216-0232-X | trad. di Tilde Riva |
| 33     | Jorge Luis Borges                       | A/Z                                              | 1985 | ISBN 88-216-0233-8 | a cura di Gianni Guadalupi |